# American Anthem
American Anthem is een Amerikaanse sportfilm uit 1986 geregisseerd door Albert Magnoli, geproduceerd door Lorimar Motion Pictures en gedistribueerd door Columbia Pictures. De film werd een flop en het werd slecht onthaald door critici.

## Synopsis
Voormalig Americanfootballspeler Steve Tevere is nu actief als gymnast. Hij wil deelnemen met een Amerikaanse delegatie aan de Olympische Zomerspelen Gymnastiek.

## Rolverdeling
| Acteur            | Personage             |
| ----------------- | --------------------- |
| Mitch Gaylord     | Steve Tevere          |
| Tiny Wells        | Jake                  |
| Janet Jones       | Julie Lloyd           |
| Michael Pataki    | Coach Soranhoff       |
| Patrice Donnelly  | Danielle              |
| R.J. Williams     | Mikey Tevere          |
| John Aprea        | Mr. Tevere            |
| Michelle Phillips | Linda Tevere          |
| Kathrine Godney   | Landlady              |
| Stacy Maloney     | Kirk Baker            |
| Peter Tramm       | Ron Denver            |
| Maria Anz         | Becky Cameron         |
| Jenny Ester       | Tracy Prescott        |
| Andrew White      | Arthur                |
| Dick McGarvin     | Announcer Prelim Meet |
| Mark Oates        | Danny Squire          |
| Jan Claire        | Announcer Final Meet  |
| Megan Marsden     | Jo-Ellen Carter       |
| Li Yuejiu         | Ling Xiang            |
| Googy Gress       | Alan Cole             |

## Soundtrack
Atlantic Records bracht naar aanleiding van de film de muziek uit op CD, LP and cassette

| Nr. | Titel                | Uitvoerder     | Duur |
| --- | -------------------- | -------------- | ---- |
| 1.  | Two Hearts           | John Parr      | 6:07 |
| 2.  | Run to Her           | Mr. Mister     | 3:34 |
| 3.  | Same Direction       | INXS           | 5:08 |
| 4.  | Battle of the Dragon | Stevie Nicks   | 5:15 |
| 5.  | Wings to Fly         | Graham Nash    | 4:00 |
| 6.  | Take It Easy         | Andy Taylor    | 4:22 |
| 7.  | Wings of Love        | Andy Taylor    | 5:03 |
| 8.  | Love and Loneliness  | Chris Thompson | 5:03 |
| 9.  | Angel Eyes           | Andy Taylor    | 3:26 |
| 10. | Arthur's Theme       | Alan Silvestri | 2:50 |
| 11. | Julie's Theme        | Alan Silvestri | 1:42 |

## Nominatie
| Wedstrijd                    | Categorie      | Ontvanger(s)     | Resultaat   | Ref.   |
| ---------------------------- | -------------- | ---------------- | ----------- | ------ |
| Golden Raspberry Awards 1986 | Worst New Star | Mitchell Gaylord | Genomineerd | [ 12 ] |